# (1435) Garlena
(1435) Garlena – planetoida z pasa głównego asteroid okrążająca Słońce w ciągu 4 lat i 112 dni w średniej odległości 2,65 au. Została odkryta 23 listopada 1936 roku w Landessternwarte Heidelberg-Königstuhl w Heidelbergu przez Karla Reinmutha. Nazwa planetoidy pochodzi od imienia znajomej prof. Schauba, który obliczył jej orbitę. Przed nadaniem nazwy planetoida nosiła oznaczenie tymczasowe (1435) 1936 WE.